# Floriánka
Floriánka (zkratka Fl, někdy též Florianka) je raná až středně raná moštová odrůda révy vinné (Vitis vinifera), určená k výrobě bílých vín, která byla vyšlechtěna Šlechtitelské stanici vinařské Polešovice na Moravě křížením odrůd Müller Thurgau a Veltlínské červené rané.

## Popis
Réva vinná (Vitis vinifera) odrůda Floriánka je jednodomá dřevitá pnoucí liána dorůstající v kultuře až několika metrů. Kmen tloušťky až několik centimetrů je pokryt světlou borkou, která se loupe v pruzích. Úponky umožňují této rostlině pnout se po pevných předmětech.
List je středně velký, pentagonální, pětilaločnatý se středně hlubokými, otevřenými dolními bočními výkroji s oblým dnem a středně hlubokými až hlubokými dolními bočními výkroji, které jsou většinou uzavřené až překryté, lyrovité s oblým dnem. Profil čepele je rovný, žilnatina listu v okolí připojení řapíku je narůžovělá.
Oboupohlavní pětičetné květy v hroznovitých květenstvích jsou žlutozelené, samosprašné. Plodem je malá, okrouhlá, zelenožlutá až žlutá bobule s jemně narůžovělými líčky na osluněné straně. Hrozen je malý až středně velký, středně hustý až hustý, často s jedním dobře vyvinutým křidélkem.

## Původ a rozšíření
Floriánka je raná až středně raná moštová odrůda vinné révy (Vitis vinifera), která byla vyšlechtěna ve Šlechtitelské stanici vinařské v Polešovicích na Moravě Ing. Křivánkem a kolektivem šlechtitelů, křížením odrůd Veltlínské červené rané a Müller Thurgau.
Do Státní odrůdové knihy České republiky byla odrůda zapsána roku 2010. Pro svou odolnost vůči zimním mrazům a rané zrání je odrůda vhodná i do okrajových poloh obou našich vinařských oblastí. Zatím je pěstována na malých plochách víceméně v pokusných výsadbách. Udržovatelem odrůdy je Radim Masařík, Uherské Hradiště.

## Název

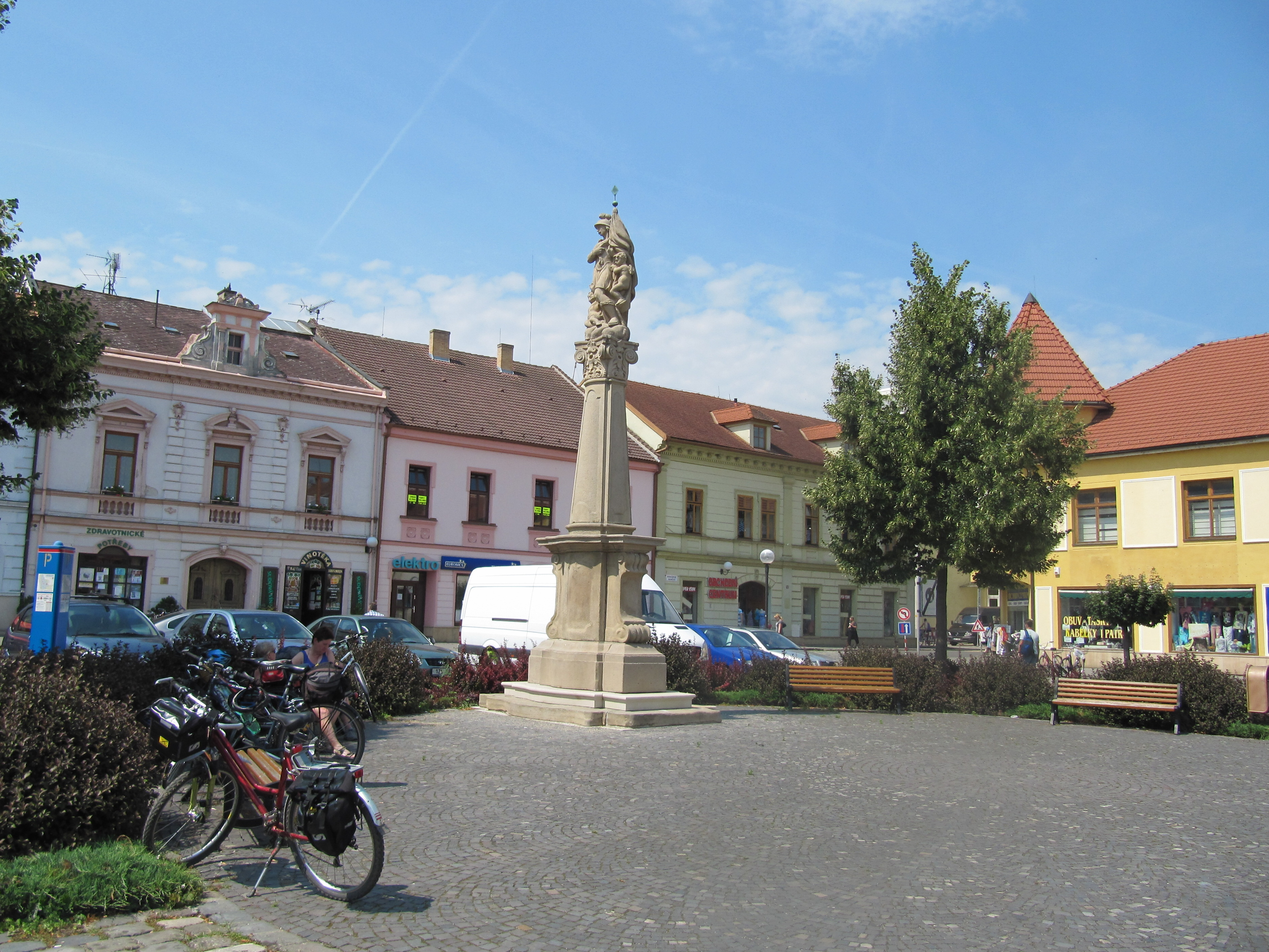
Uherské Hradiště, socha svatého Floriána na Mariánském náměstí

Název odrůdy je odvozen od názvu viniční trati „Floriánky“ v Blatnici pod Svatým Antonínkem, kde se nachází udržovací vinice této odrůdy. Název trati odkazuje ke jménu křesťanského světce a mučedníka Svatého Floriána (250-304), původem z území dnešního Rakouska, který je lokálně považován za patrona vinařů, aniž by k vinohradnictví či vinařství měl přímý vztah. Je spíše typickou postavou štítových výklenků vesnických chalup a rustikálních, hlavně pozdně barokních plastik či morových sloupů na náměstích.
V katalogu VIVC je odrůda zapsána pod šlechtiteli původně zamýšleným názvem Morava, který bylo nutné změnit kvůli konfliktu s geografickým označením původu. Pracovní název odrůdy byl VČR x MT.

## Pěstování
Odrůda dozrává okolo 16. září. Při pozdnější sklizni bobule neopadávají, pouze sesychají. Preferuje těžké půdy, na písčitých půdách trpí suchem. Dobře odolává zimním mrazům. Podnože volíme dle půdního typu. Doporučováno je střední vedení, jeden kmínek a jeden tažeň, řez na 6-8 oček. Výnosy bývají průměrné při vysoké cukernatosti a dostatečné aciditě.

### Choroby a škůdci
Při pěstování pod fungicidní ochranou je odrůda středně odolná vůči plísni šedé (Botrytis cinerea), málo až středně odolná vůči plísni révové (Plasmopara viticola) a středně odolná vůči padlí révovému (Uncinula necator).

## Víno
Barva vína je zlatavá se zelenými reflexy, víno je jemně aromatické, svěží, ve vůni najdeme zralé bílé hrozny, jablko a med, u vyzrálejších vín či vyšších přívlastků se k medovým tónům přidávají i banány a žlutý meloun, víno je v chuti příjemně plné, s delším dojmem po spolknutí doušku.

### Multimédia
- Martin Šimek : Encyklopédie všemožnejch odrůd révy vinné z celýho světa s přihlédnutím k těm, co již ouplně vymizely, 2008-2012